# NGC 3410
NGC 3410 је спирална галаксија у сазвежђу Велики медвед која се налази на NGC листи објеката дубоког неба.
Деклинација објекта је + 51° 0' 23" а ректасцензија 10h 51m 53,6s. Привидна величина (магнитуда) објекта NGC 3410 износи 14,2 а фотографска магнитуда 15,0. NGC 3410 је још познат и под ознакама MCG 9-18-42, CGCG 267-21, ARAK 261, PGC 32594.